# Baltika (luchtvaartmaatschappij)
Baltika was een Oekraïense luchtvaartmaatschappij met thuisbasis in Kiev.

## Geschiedenis
Baltika werd opgericht in 2006. In 2007 werd de maatschappij opgeheven.

## Vloot
De vloot van Baltika bestond in maart 2007 uit:
- 1 Antonov AN-26